# Комзин, Иван Васильевич
Ива́н Васи́льевич Комзи́н (16 (29) июня 1905, Васильево, Леонтьевская волость, Вяземский уезд, Смоленская губерния, Российская империя — 27 марта 1983, Москва, СССР) — советский инженер-строитель, энергетик, генерал-майор, организатор военно-морского и промышленного строительства. Начальник управления по восстановлению города Севастополь, основатель и первый начальник управления строительства «Куйбышевгидрострой».
Курировал строительство Храмской, Днепродзержинской, Воткинской, Беломорской ГЭС, Севастопольской, Руставской, Заинской, Ереванской, Тбилисской ТЭЦ, а также ряда других крупных промышленных объектов, как в СССР, так и за рубежом. Под его руководством была построена Жигулёвская ГЭС, на момент пуска в 1958 году крупнейшая в мире, началось строительство Асуанской высотной плотины.
Герой Социалистического Труда, заслуженный строитель РСФСР.

## Биография
Родился в крестьянской семье, окончил три класса церковно-приходской школы. После Октябрьской революции вместе с родителями переехал в подмосковное село Перерва. Вступил в комсомол, занимался обучением неграмотных, антирелигиозной пропагандой, участвовал в экспроприации хлеба у кулаков, вёл работу по защите батраков и их вовлечению в комсомол. По направлению уездного комитета комсомола попал на строительство плотины, шедшее неподалёку от села. С сентября 1922 года учился в Московском строительном техникуме, который окончил в декабре 1926 года, после чего был направлен на электрификацию Ярославского направления Московской железной дороги, где работал техником-строителем и прорабом, принимал участие в строительстве пристанционных зданий.
С 1925 года член ВКП(б).
С декабря 1927 про декабрь 1928 года проходил службу в Красной армии, учился в лётно-технической школе в Ростове-на-Дону. После увольнения в запас работал прорабом в тресте «Мосстрой» (февраль — декабрь 1929). Заочно учился в Московском высшем инженерно-строительном училище, которое окончил в 1930 году.
Женился, вместе с женой и сыном отправился на Урал, где с марта 1930 года работал на строительстве Магнитогорского металлургического комбината в должности старшего инженера, начальника особой группы, руководителя по строительству и монтажу доменных печей. Во время работы познакомился с многими другими известными участниками строительства Магнитки: художником Николаем Аввакумовым, в своем цикле портретов строителей Магнитки запечатлевшим и Ивана Васильевича; будущим экскаваторщиком Михаилом Евцом, с которым позже вместе будут работать на строительстве Куйбышевской ГЭС; корреспондентом «Комсомольской правды» Семёном Нариньяни.
С декабря 1931 года стал заместителем управляющего институтом Московского государственного института по проектированию металлургических заводов («Мосгипромез»). Для повышения квалификации был направлен на командировку в Германию в должности помощника уполномоченного народного комиссариата тяжёлой промышленности В. Емельянова. Вместе с семьей жил в Берлине, изучал ход строительства метрополитена, работу водоотливного устройства в штреке под Александерплац. В связи с обострением политической обстановки в Германии был отозван в СССР.
После непродолжительного пребывания в должности старшего инженера иностранного отдела Наркомтяжпрома весной 1934 года был командирован на строительство текстильного комбината в турецком городе Кайсери. Работал в должности заместителя главного инженера и уполномоченного по строительству и монтажу оборудования. С июля 1935 года работал заместителем главного инженера треста «Туркстрой» при наркомате тяжёлой промышленности, который отвечал за строительство советскими специалистами объектов в Турции. С февраля 1936 вновь на стройке — стал начальником строительства текстильного комбината в Назилли (Турция).
С декабря 1937 года работал заместителем начальника строительного направления треста «Экспортстрой», в августе 1938 года возглавил главное управление капитального строительства наркомата тяжёлого машиностроения СССР, а с декабря стал начальником строительной промышленности этого же наркомата. С июля 1939 года руководил главным управлением строительства в северо-западных районах СССР народного комиссариата строительства СССР. Руководил строительством базы флота в эстонском городе Палдиски.
С апреля 1940 года призван в Красную армию, где ему было присвоено воинское звание «военинженер второго ранга», служил начальником строительства главной военно-морской базы Балтийского флота в Таллине. В феврале 1941 года переведён в ВМФ и отправлен в запас, так как был назначен заместителем наркома тяжёлого машиностроения по строительству. После начала Великой Отечественной войны переведён в заместители наркома станкостроения СССР.
В декабре 1944 года из ВМФ Комзина переводят в НКВД и назначают начальником управления Балтийского военно-морского строительства СССР; он вновь занимается строительством базы флота в Таллине, восстанавливает объекты флотской инфраструктуры в других городах. 10 апреля 1945 года ему было присвоено звание генерала-майора инженерно-технической службы. За большую работу по организации строительства баз Балтийского флота Комзин был награждён орденом Отечественной войны I степени. Входил в тройственную комиссию союзных войск антигитлеровской коалиции по разделу германского технического флота.
С января 1946 года Комзин работает заместителем народного комиссара строительства военных и военно-морских предприятий СССР. Под его руководством восстанавливали Севастопольскую ТЭЦ, вводили в строй Храмскую ГЭС, он также принимал в эксплуатацию ТЭЦ в Рустави. В октябре 1948 года стал начальником управления при Совете министров СССР по восстановлению города Севастополя. В ноябре 1949 года его вновь переводят в ВМФ СССР.

### Куйбышевская ГЭС
Одной из важнейших строек в жизни Комзина стало строительство Куйбышевской ГЭС. Много лет спустя он сравнивал август 1950 года, когда он был назначен начальником управления строительства «Куйбышевгидрострой», создаваемого для строительства гидроэлектростанции, со вторым днём рождения. Управление входило в состав МВД СССР, и, по принятому порядку, Комзин также стал начальником Кунеевлага — подразделения системы исправительно-трудовых учреждений, созданного для обеспечения стройки рабочей силой, которое он возглавлял до августа 1952 года, когда строительство из ведения МВД было передано в министерство энергетики.
Иван Васильевич Комзин возглавлял «Куйбышегидрострой» девять лет. Под его руководством была построена Куйбышевская ГЭС (1950—1958), на момент пуска крупнейшая в мире, на строительстве которой было выполнено 185 млн кубометров земляных работ, уложено 7,3 млн кубометров бетона и железобетона, смонтировано 100 тысяч тонн металлоконструкций, причём в ходе работ был установлен мировой рекорд по укладке бетона — более 19 тысяч кубометров в сутки. Также были построены ставропольские (ныне тольяттинские) заводы Волгоцеммаш и электротехнический, Жигулёвский комбинат строительных материалов. В октябре 1956 года вышел в отставку из рядов вооружённых сил, с оставлением на занимаемой должности руководителя КГС.
Будучи полностью сосредоточен на промышленном строительстве, Комзин постоянно вступал в конфликты с местными властями, требовавшими от него развития местной инфраструктуры. К примеру, хотя по постановлению правительства работы по переносу Ставрополя из зоны затопления были возложены на Куйбышевгидрострой, Комзин добился пересмотра постановления, переложив перенос города на местные власти, чьи возможности были несопоставимы с возможностями одной из крупнейших строительных организаций в стране. Куйбышевгидрострой, повинуясь принципам своего руководителя, размещал своих сотрудников не в городе, а в 11 посёлках вокруг Ставрополя, застраивавшихся стихийно и практически безо всякого плана. Застройка временными бараками-засыпухами, с одной стороны, позволяла максимально быстро дать людям крышу над головой, но с другой, создала значительные сложности для города, ставшие очевидными уже к 1960-м годам, причём окончательно избавиться от этих «временных» построек город сумел лишь через тридцать лет. В качестве примера альтернативного подхода историки указывают на строившуюся одновременно Сталинградскую ГЭС, где руководитель строительства Ф. Г. Логинов стройку начал с создания города строителей Волжска, застраивавшегося сразу капитально и со всеми необходимыми инфраструктурными объектами, вплоть до дворца культуры, плавательного бассейна, городского парка. Даже бараки для заключённых размещались в добротных каменных домах, которые после ликвидации лагерей были перепланированы в полнометражные квартиры, бараки же в ставропольских лагерях в лучшем случае годились для переделки в общежития. Однако в стране в целом считалось неприличным и несоциалистическим уделять в такое время слишком много внимания личным удобствам, преобладал подход: «мы должны строить завод, а не жилье; нужно тебе жилье — строй», и поэтому Иван Комзин получил звание Героя Социалистического Труда, а Фёдор Логинов выговор «за задержку строительства основных сооружений ГЭС».
Подобное противостояние Комзина и местных властей проявлялось неоднократно, даже в мелочах. Так, на одном из собраний партийно-хозяйственного актива строителей Комзин грубо спросил первого секретаря ставропольского горкома партии Алексея Елизаветина: «А тебя кто сюда приглашал?», на что тот парировал «Меня сюда никто не приглашал, меня сюда прислала партия!». В дальнейшем, когда Комзин несколько раз проигнорировал приглашения в горком партии, Елизаветин при следующей встрече заявил ему: «Если и дальше будете продолжать подобное отношение к городскому комитету партии, вы лишитесь золотых погон и партийного билета! Я прекрасно понимаю, что через полчаса и меня снимут с работы, но я это сделаю раньше!». После этого Комзин стал более уважительно относиться к Елизаветину, но сохранил свой стиль отношений с прочими представителям местной администрации. Не удавалось контролировать Комзина и первому секретарю обкома М. Т. Ефремову — по свидетельству секретаря ставропольского горкома партии А. Паренского было очевидно, что если бы тот попытался подвинуть начальника строительства, то и сам лишился бы должности.
Однако во многом благодаря именно Комзину в 1951 году в Ставрополе появился первый вуз (ныне Тольяттинский государственный университет). На стройке постоянно наблюдалась серьёзная нехватка квалифицированных инженерно-технических работников. В 1952 году из 588 руководящих работников на стройке только 266 имело высшее образование, а 122 человека — незаконченное среднее и начальное образование, в период самого интенсивного строительства (1953—1954 гг.) общая нехватка инженерно-технического персонала составила 1174 человека. Комзин подошёл к решению проблемы нехватки квалифицированных кадров масштабно. По его ходатайству появился приказ министра высшего образования от 29 января 1951 года, по которому в городе были открыты Ставропольский вечерний гидротехнический техникум и вечернее отделение Куйбышевского индустриального института, причём в своей книге Комзин писал, что занялся поиском помещения под техникум уже на второй день пребывания в Ставрополе. При техникуме были организованы курсы, на которые принимались квалифицированные рабочие, мастера и прорабы, не имевшие специального технического образования, в 1954 году состоялся первый выпуск.
Вечернее отделение института первоначально располагалось в одной из комнат здания управления КГС в старом Ставрополе, в которой поставили две парты и стулья. Для будущих абитуриентов также были организованы 5-месячные курсы, расходы на которые взял на себя КГС. Осенью того же года к занятиям приступило 150 студентов, большинство из которых уже работало на строительстве по профилю. Комзин распорядился студентов-вечерников перевести на объекты левого берега, чтобы они могли успевать на занятия, запретил привлекать их к работе в вечернюю смену, обеспечил доставку студентов на учёбу: к началу занятий со стройки ходили вахтовые машины. На средства КГС велось строительство учебного корпуса в новом Ставрополе и домов для преподавателей. В 1955 году филиал был преобразован в факультет, одной из кафедр которого заведовал сам Комзин — он читал лекции по организации работ, пользовавшиеся большой популярностью среди студентов и научных работников, был председателем экзаменационной комиссии.
В 1957 году Иван Комзин получил звание профессора. По воспоминаниям А. Т. Паренского, Комзин пришёл на заседание Учёного совета в полной генеральской форме со свитой, которая несла несколько десятков альбомов с фотографиями. Его научный доклад был краток:

«Уважаемые члены ученого Совета, я строитель-практик, у меня не было времени для написания монографий и диссертаций, вся моя работа представлена на фотографиях объектов, возведенных под моим руководством в Магнитогорске, Турции, Таллине, Севастополе, а также на Куйбышевском гидроузле, в Ставрополе. Я с удовольствием отвечу на все ваши вопросы. Спасибо»— 
После нескольких профессиональных вопросов, на которые соискатель со знанием дела ответил, совет единогласно проголосовал за присуждение ему звания за участие в подготовке молодых специалистов и результаты научных работ: под руководством Комзина был издан сборник статей главных специалистов, принимавших участие в строительстве гидроэлектростанции. Впрочем, журналист Юрий Оклянский, работавший на строительстве, полагает, что именно стремление к званию профессора и стало основной причиной для создания Комзиным института в Ставрополе.
Комзин также значительно способствовал открытию в 1957 году в Ставрополе биостанции Института биологии внутренних вод (ныне Институт экологии Волжского бассейна РАН), сначала договорившись с главой института Папаниным об открытии биостанции именно в Ставрополе, а затем безвозмездно передав создаваемой станции двухэтажное здание в посёлке Комсомольск.
Комзин совмещал руководство стройкой и преподавательскую работу и с общественной деятельностью. Избирался депутатом Ставропольского и Куйбышевского областного Советов депутатов трудящихся, депутатом Верховного Совета РСФСР от Куйбышевской области 3 (1951—1955) и 4 (1955—1959) созывов. Член президиума комитета солидарности стран Азии и Африки.

### Дальнейшая биография
В ходе строительства Куйбышевской ГЭС началась разработка проекта второй очереди гидроузла: Переволокской ГЭС установленной мощностью в 2 млн 400 тыс. кВт. Комзин, узнав о данном проекте инженеров КГС, заявил: «Всё — нет сомнений, будем строить Переволокскую. Дайте мне этот проект, я еду в Москву и докажу, что надо немедленно начинать строительство, что и позволит сохранить коллектив строителей». Однако руководство СССР в этот период достаточно отрицательно относилось к гидроэнергетике, полагая, что тепловые станции обходятся дешевле, а строятся быстрее. В результате после окончания строительства Куйбышевской ГЭС, в 1959 году, Комзин был направлен в Египет, где три года являлся главным советским экспертом по строительству Асуанского гидроузла.
В 1962 году тяжело заболела супруга Комзина, Ольга Яковлевна, и ему пришлось перевестись на работу в Москву. Он стал профессором кафедры гидротехнического строительства Московского инженерно-строительного института, но уже в 1963 году вновь оказался на административной работе, возглавив управление Главгидроэнергострой по строительству ГЭС в центральной и южной части СССР и коллегию Государственного производственного комитета по энергетике и электрификации СССР. Занимался вопросами строительства Днепродзержинской, Воткинской, Беломорской ГЭС, Заинской, Ереванской, Тбилисской ТЭЦ, вводом в эксплуатацию десятков крупных заводов и производств.
В 1966 году вновь вернулся к преподавательской деятельности, будучи профессором кафедры МИСИ до 1971 года, с 1968 года также возглавлял Всесоюзный научно-исследовательский институт организации и управления в строительстве. С 1975 года на пенсии. Продолжал читать лекции в строительных вузах.
Знал немецкий, турецкий и английский языки. Был весьма крупным человеком, его рост составлял 195 см, а вес 117 кг, из-за чего он испытывал определённые бытовые неудобства. Так, его пальцы не помещались в номеронабиратель телефона, и стандартные диски приходилось заменять на другие, с более широкими ячейками. Другой проблемой была обувь, которую Комзин по много часов ежедневно проводивший на стройках, снашивал очень быстро и которую купить было сложно из-за 47-го размера ноги. Шофер Комзина на строительстве Куйбышевской ГЭС Николай Бурцев рассказывал, что часто возил обувь начальника ремонтировать в лагерь, где заключённые смеялись, предлагая купить новую обувь в складчину. «Вообще, любили его: он же был тут в самое тяжелое время и пробыл до конца…» — вспоминал Николай Семизоров. С именем Комзина связывают появление праздника «День строителя», установленный в 1955 году.
После выхода на пенсию проживал в писательском посёлке Переделкино. Скончался 27 марта 1983 года, похоронен на Переделкинском кладбище рядом с супругой.

## Личность
Фигура Комзина в литературе оценивается достаточно неоднозначно, но все сходятся, что это весьма неординарная личность, а некоторые используют даже эпитет «поразительный».
Главный энергетик строительства Куйбышевской ГЭС Игорь Никулин тепло отзывался о бывшем начальнике, считая его блестящим профессионалом, а также честным и справедливым человеком, который высокое положение использовал, в первую очередь, для преодоления бюрократических препон и обеспечения строительства всем необходимым. По словам Никулина, Комзин также делал всё возможное в условиях ГУЛАГа, чтобы облегчить участь заключённых, доверяя зэкам-инженерам ответственные участки работа и создавая им необходимые условия. Похоже отзывался о Комзине и Николай Семизоров, указывая, что тот никого не притеснял, не посадил, а наоборот, освобождал; пользовался большим авторитетом, в том числе среди заключённых. Ещё одн участник строительства В. И. Борисов говорил: «Комзин — человек широкого суждения, масштаба, великолепной эрудиции, всегда умел увлечь нас, молодых специалистов, словом и делом. И мы его просто боготворили».
Историки и сослуживцы отмечают, что Комзин был достаточно непосредственным человеком, импульсивным, с широкой душой, часто подвозил подчинённых на служебной машине, подбирая их с автобусной обстановки. Шофёр Комзина и вовсе называл его «простейшим человеком», вспоминая, как тот приходил к нему обедать, когда дома нечего было есть, и как однажды пришлось ударить начальника по рукам, чтобы тот не лез в управление автомобилем. Комзин был резким, жёстко-властным в общении, порой переходя на крик, не стесняясь и ненормативной лексики, малознакомым людям поначалу представлялся человеком строгим и хмурым, даже заслужил прозвище «Иван Грозный», но при этом был отходчив, вслед за строгим внушением ему ничего не стоило простодушно рассмеяться. Комзин был объективен в отношении людей, его хотя и побаивались, но уважали за справедливость, он умел соглашаться с аргументацией и признавать собственные ошибки. Любил детей — А. Паренский вспоминал, как Комзин играл с его сыном, катая его по комнате на четвереньках, а тольяттинский журналист В. Иванов рассказывал, что, когда в 1956 году строители не успели с открытием школы к началу нового учебного года, Комзин распорядился отдать под учебные классы половину здания управления КГС.
В характере Комзина часто проявлялись артистизм и даже позёрство, игра на публику. Так, Комзин выжимал двухпудовые гири, но делал это в огороде, напоказ перед соседями, а на службе, не желая отказывать лично многочисленным просителям, ставил разрешающие резолюции на их прошениях, но подчинённые должны были исполнять лишь подписанные красным карандашом и игнорировать синий. Также сохранились воспоминания о том, что после одного из совещаний в ЦК КПСС, где отмечалось злоупотребление руководителями всех рангов с жильём (а и Комзин, и ряд других руководителей строительства, приехав в Ставрополь и получив коттеджи, сохранили за собой квартиры в Москве и других городах), Иван Васильевич собрал собственное совещание, на котором заявил: «Правильно нас критикует Центральный Комитет, я в этом тоже виноват. Предлагаю в недельный срок или сдать квартиры в других городах, или освободить здесь жилье. Я первый подаю пример и отдаю свой коттедж для размещения детского садика». Вскоре Комзин освободил коттедж в Портпоселке и переехал к племяннице в Соцгород, в её трёхкомнатную квартиру, где та проживала с мужем и двумя детьми. А уже через пару месяцев, когда кампания по наведению порядка с жильём окончилась, Комзин вернулся в свой коттедж, который, разумеется, никто и не думал занимать.
Игра на публику проявлялась и в освещении хода строительства Куйбышевской ГЭС перед прессой. Заведующий отделом электростанций и электропромышленности бюро по электроэнергетике Совета Министров СССР А. С. Павленко в начале 1953 года докладывал Берии об искажении руководством КГС информации о настоящем положении дел. Так, Комзин в сообщении газете «Известия», опубликованном 31 декабря 1952 года, заявил, что «строители Куйбышевской ГЭС при повседневной помощи Советского правительства, Центрального Комитета и лично товарища Сталина досрочно выполнили план строительно-монтажных работ 1952 года», при том, что в реальности на стройке имелось столь значительное отставание от плана работ, что МВД было вынуждено уменьшить финансирование капитальных работ на стройке в 4 квартале 1952 года на 50 млн рублей. В докладной указывалось, что это был не единичный случай — немногим ранее, накануне XIX съезда партии, в «Правде» Комзин сообщал о том, что Куйбышевгидрострой приступил к укладке бетона в основные гидротехнические сооружения, в то время как на самом деле эти работы ещё не начинались. Павленко писал, что Комзин вообще много внимания уделяет саморекламе и нередко сообщает в печати и по радио неправильные данные.
Журналист Оклянский полагал, что только бахвальству Комзина служила и появившаяся в ходе строительства многокилометровая подвесная канатная дорога, которая, несмотря на огромные затраты, не имела производственной надобности, но служила хорошим театральным эффектом при демонстрации журналистам: «— Такое встретишь только у нас! И нигде больше на всем земном шаре! Ни в какой там Америке!»
Семизоров вспоминал, что Комзин «мыслил по-государственному. Всегда интересовался бытом строителей. Всегда находил нужное слово. Ценил и выдвигал молодежь…  Человек немножко с авантюрой — но со строителями нельзя быть простым… Он никогда духом не падал, даже когда прорывало плотину и грозило катастрофой…». При этом историк-краевед В. Овсянников указывал, что при государственных масштабах мышления Комзин предпочитал игнорировать местные потребности.
Комзин всячески препятствовал установлению контроля над собой. Так, в период пребывания КГС в составе МВД, был создан политотдел для партконтроля над стройкой, но, будучи по служебному положению фактически выше начальника строительства, глава этого отдела имел звание ниже, чем у Комзина, и числился его заместителем, что сводило контроль на нет. В результате руководитель строительством часто игнорировал важные совещания в политотделе, а начальник политотдела зачастую не присутствовал на различных мероприятиях на строительстве, что, по свидетельству очевидцев, негативно сказывалось на общем результате работы. Главный редактор газеты «Гидростроитель» Н. Фролов также рассказывал в воспоминаниях, что как-то на строительство прибыл ревизор из некоего органа государственного контроля, который обнаружил много нарушений, в том числе явно халатное хранение дефицитных материалов, но после доклада ревизора на совещании Комзин не занялся устранением недостатков, а связался с Москвой и добился отзыва контролёра.
Умение Комзина легко общаться и договариваться с вышестоящим руководством даже породило разнообразные слухи. Н. Фролов отмечал, что Комзин «свободно разговаривал по ВЧ с министрами, с правительственным аппаратом», и считал, что это обусловлено своячеством Комзина с председателем Совета министров СССР Николаем Булганиным. О родстве Комзина с Булганиным писал и А. Паренский, утверждая, что благодаря этому стройка получала и особое финансирование из бюджета, и различные дефицитные материалы. Сам Комзин ни подтверждал, ни опровергал подобные слухи, пользуясь ими при необходимости, а более близкие коллеги свидетельствуют, что в тех случаях, когда он действительно обращался за материалами и помощью, эти обращения адресовались преимущественно Берии; кроме того, он несколько раз просил помощи лично у Сталина.
Большинство же полагает, что Комзин, будучи сам хорошим техническим специалистом, а также опытным руководителем с талантом подбирать грамотных специалистов, ставить им задачи и добиваться их выполнения, оказался практически незаменимым при руководстве огромными коллективами, выполняющими важнейшие государственные задачи, так что Иван Васильевич мог себе позволить отстаивать свою точку зрения перед руководителями любого уровня, не принимая в расчет местных чиновников и партийных руководителей.

## Литературная деятельность
Комзин, по отзывам знавших его лично, был разносторонне одаренным человеком. Одним из проявлений этого был его литературный талант. Он является автором пяти книг, пользующихся популярностью и переводившихся и на иностранные языки.
При этом книги Комзина не лишены достаточно многочисленных недостатков. Указывают, что собственно работа, то есть стройки, описана в самых общих чертах, автор предпочитает рассказывать о кратких и малозначительных эпизодах, а чтобы у читателя из подобного фрагментарного описания сложилась истинная картина масштабного строительства, ведущегося без должного планирования и документации, с помощью штурмовщины, с многочисленными нарушениями техники безопасности и весьма сложными бытовыми условиями, требуется хорошее общеисторическое представление о времени повествования. Также отмечают, что несмотря на то, что Комзин постоянно работал в многотысячных коллективах, в его мемуарах окружение представлено весьма плоско: фамилия, имя, краткий эпизод на стройке. Исключение сделано лишь для немногих, и наиболее заметной является фигура Бориса Коваленко, неоднократно упоминающегося в книгах: «Ловкач. Хитрец. Тщеславен. Любит фотографироваться для газет и журналов. Водит знакомство и дружбу с писателями и кинооператорами, с артистами и художниками, вхож к министрам. Но никакой корысти. Только для дела. Только для бригады, для стройки. Он влюблен в свою работу, рвется вперед, жаждет отличиться. И эту страсть нельзя не уважать». Сотрудница Тольяттинского краеведческого музея О. Г. Бочкарёва пишет, что данное описание очень подходит, в первую очередь, к самому Комзину. Также скупы сведения о себе, причём в более поздних книгах, включавших в себя редактированные тексты ранее изданных, заметно сокращены эпизоды, где автор описывает собственные промахи и ошибки, свою чрезмерную эмоциональность и болезненное отношение к критике. Также были сокращены и без того краткие описания семейной жизни. Это связывают с тем, что автор стремился скрыть свою личную позицию, книги являются политическим заказом и корректируются не только по цензурным соображениям, но и в зависимости от потребностей момента. Их общий стиль соответствует советским штампам и лозунгам — пафос при минимальном информационном наполнении, в результате и складывается впечатление, что автор хотел бы описать всё подробнее, но никак не может, вот и вынужден ограничиваться намёками. Всё это сильно снижает ценность мемуаров как исторического источника, хотя они и сохраняют эмоциональную ценность, являясь в первую очередь прославлением мощи человеческого духа: Комзин как будто постоянно удивляется встречающимся ему людям и их поступкам. При этом по мнению журналиста С. Мельника, мемуары Комзина написаны живо и интересно, а их автор умел по настоящему тронуть читателя. Также отмечают, что в книгах Комзину удалось точно охарактеризовать психологию строителя, поднять значение профессионального труда до уровня понимания цели и счастья жизни.
Кроме того, Иван Васильевич был автором многочисленных заметок и сообщений в центральной прессе. И если книги претерпели многочисленные цензурные правки (так, во времена Хрущёва исключались все упоминания Сталина и Берии, а во времена Брежнева — имя самого Хрущёва), то сообщения в печать редактировать практически не приходилось. Литератор Юрий Оклянский, работавший на строительстве корреспондентом «Литературной газеты», отмечал, что когда возникала необходимость в очередном интервью, Комзин прямо по телефону без предварительной подготовки мог легко рассказать всё, что требовалось для печати, сообщая и цифры, и факты, умея ввернуть производственный анекдот, интересные события и происшествия, умело их преподнеся будущему читателю, так что корректура была минимальной: «Говорил, будто пел».

## Семья
Жена Ивана Комзина — Ольга Яковлевна, жила в Москве, работала в Кремлёвской больнице.
Сын Борис родился 21 октября 1929 в Москве. В 1955 году с отличием окончил Куйбышевский гидротехнический институт, также работал на строительстве Куйбышевской ГЭС, внедрял электропрогрев бетона, позднее защитил кандидатскую диссертацию по опыту работ с электропрогревом на строительстве ГЭС. В дальнейшем работал в институте «Гидроэнергопроект» Минэнерго СССР, в Госкомитете по науке и технике Совета Министров СССР, с 1965 года в Институте мировой экономики и международных отношений. Специализировался на экономических проблемах мирового научно-технического развития и энергетики, научно-техническом обеспечении военного строительства. В 1983 году возглавлял советскую делегацию в ООН по проблемам демилитаризации научных исследований. Автор более 250 научных работ; эксперт ООН и ЮНЕСКО. Воспитал двоих детей.
Дочь Ирина, 1949 года рождения.

## Память
1 сентября 1983 именем Ивана Васильевича Комзина была названа улица в Тольятти. В 2005 году в Портпосёлке торжественно отмечалось 100-летие со дня рождения Комзина, а 12 августа того же перед школой № 22 ему был установлен памятник. В 2016 году памятник был отреставрирован. С мая 2015 года имя Комзина носит тольяттинская школа № 2. Живым памятником в Тольятти считается дуб, посаженный Комзиным напротив своего кабинета в 1954 году.
Выставки, посвящённые Ивану Комзину, проходили в «Библиотеке Автограда» (2010, 2015), тольяттинской библиотеке № 3 (2016), Тольяттинском краеведческом музее (2007).
Звания Почётный гражданин города Тольятти, не имеет. При этом в 2007 году этим званием посмертно был награждён журналист В.Е.Иванов.

## Награды
- Герой Социалистического Труда (№ 9152, 9.08.1958)[8]
- Два ордена Ленина (11.10.1943; 9.08.1958)[8];
- Два ордена Отечественной войны I степени (24.07.1945, 1946)[8][15];
- Орден Октябрьской Революции (30.06.1975)[8];
- Орден «Ожерелье Нила» Объединённой Арабской Республики[8];
- Орден Голубого Нила (Эфиопия)[8];
- Серебряная медаль «В память закладки фундамента Асуанской плотины. 09.01.1960» (ОАР);
- Медаль «Садд-эль-Аали. Перекрытие реки Нил. 1964» (ОАР);
- Заслуженный строитель РСФСР;
- Почётный доктор Лейпцигской высшей технической школы (1977)[8].